# L.G.S 〜新説 封神演義〜
『L.G.S 〜新説 封神演義〜』（えるじーえす しんせつ ほうしんえんぎ）は、2012年8月9日にオトメイトより発売されたPSP専用ゲームソフト。オトメイト古典シリーズの第2弾であり、第1弾は『S.Y.K 〜新説西遊記〜』。中国古代の神怪小説『封神演義』を題材とした  女性向け恋愛アドベンチャーゲームである。

## ストーリー
紀元前11世紀頃、殷王朝は紂王の治世。人間界にある殷王朝の首都朝歌には、やまない雨が降り続けていた。それにより作物は大きく育つことがなく、朝歌は食糧難に陥り始める。やがて朝歌の腐敗は、近隣の諸国にも影響を及ぼしていく。
王朝では若かりし頃の賢帝の時代は過ぎ去り、側近としてむかえた蘇妲己の企てにより王は悪政を敷くようになり、やがて朝歌は人が住める場所ではなくなり始めた。
かくして仙人界では、悪事を働く蘇妲己たち妖怪仙人を封じるための計画が始動する。天才仙人と名高い楊栴は、元始天尊から封神計画の補佐と死の雨を止める密命を受け、問題の渦中に身を投じることになる。

## 登場人物

### メインキャラクター
楊栴（ようせん）
声 - 無し
主人公（名前変更不可）。

崑崙山の仙人。男性顔負けの高い能力を誇る天才仙人で、戦闘要員として封神計画に参加することになる。不器用だが師である玉鼎真人にだけは素直。幼いころに、父によって妖怪に堕とされたことがある。
玉鼎真人（ぎょくていしんじん）
声 - 関俊彦

楊栴の師匠。崑崙山のトップクラス十二大仙の一人。特に楊栴のことは大切に想っている。寡黙で真面目、包容力のある人物だが、その実、かなりの不運の持ち主。そのため、物にぶつかる、物の下敷きになるなどのトラブルは日常茶飯事で、生傷が絶えない。
黄天化（こうてんか）
声 - 日野聡

母を見殺しにしたことと自分が誘拐された時に助けてくれなかったことが原因で父・黄飛虎のことを嫌っている。
また、誘拐されたことにより血を見ると狂ってしまう。

太公望（たいこうぼう）
声 - 梶裕貴

昔、仙人になりたての頃自分の一族が消されてしまい、力を欲した時に黄帝が自分の僕となることを条件に力を授けた結果片方の目が赤くなった。
そのため黄帝は太公望の人格を乗っ取り操ることが出来る。

姫発（きはつ）
声 - 木村良平

寝たきりである王に変わって政務を執っている。
姫発がいつも笑っているのは自分がいつも明るくしていれば、皆も不安にならないという考えから。
後に周の王となり、自分が理想とする国づくりを目指す。

蘇妲己（そだっき）
声 - 諏訪部順一

紂王の側近。殷王朝が混乱する原因である神出鬼没な狐の妖怪で、どんなときでもおもしろさを最優先にする快楽主義者。主人公に興味を持ち、ちょっかいをかけてくる。

### サブキャラクター
赤精子（せきせいし）
声 - 内匠靖明

哮天犬（こうてんけん）
声 - 幸地真作

紂王（ちゅうおう）
声 - 西田雅一

聞仲（ぶんちゅう）
声 - 髙階俊嗣

那汰（なた）
声 - 篠宮沙弥

申公豹（しんこうひょう）
声 - 井口祐一

黄飛虎（こうひこ）
声 - 伊藤栄次

黄天祥（こうてんしょう）
声 - 吉田聖子

黄天化ルートでは心臓にある宝具が降り続く雨の原因となっており、宝具を壊して雨を止めるために殺される。

姚天君（ようてんくん）
声 - 石原大彦

董天君（とうてんくん）
声 - 増田雄市

柏天君（はくてんくん）
声 - 幸地真作

ジョカ
声 - 互野ちひろ

謎の青年
声 - 須藤翔

## スタッフ
- 原画・キャラクターデザイン - RiRi
- シナリオ - 砂原有季

## 主題歌
一期オープニングテーマ「POLARIS」
作詞：ドン・マッコウ、作曲・編曲：永谷喬夫、歌：Gero
二期オープニングテーマ「世界の果てで」
作詞：高橋麗子、作曲・編曲：MANYO、歌：織田かおり
エンディングテーマ「水鏡」
作詞：高橋麗子、作曲：増谷賢、編曲：戸田章世、歌：織田かおり

## ドラマCD
- L.G.S 〜新説 封神演義〜 ドラマCD 〜おいでませ妲己島、真夏のリゾート三本勝負!〜（2012年10月17日発売、KDSD-00590）

## モバイル
- ソーシャルゲームセフィロト〜時の世界樹〜に本作品のキャラクターカードが参戦している。